# Cyphonia clavata
Cyphonia clavata är en insektsart som beskrevs av Fabricius. Cyphonia clavata ingår i släktet Cyphonia och familjen hornstritar. Inga underarter finns listade i Catalogue of Life.